# Kjell Bartholdsen
Kjell Bartholdsen (Hammerfest, 2 oktober 1938 – 6 november 2009) was een Noorse saxofonist.
Bartholdsen woonde vanaf 1968 in Bodø. Hij was een centrale muzikant in het Noord-Noorse jazzleven, stilistisch geïnspireerd door Dexter Gordon. Bartholdsen werd geëerd met de Stubø-prijs in 1989, genoemd naar de jazzgitarist Thorgeir Stubø.

## Discografie
- 2008: Arctic Bird (Turn Left)